# 135 v. Chr.
Portal Geschichte | Portal Biografien | Aktuelle Ereignisse | Jahreskalender | Tagesartikel

◄ |
3. Jahrhundert v. Chr. |
2. Jahrhundert v. Chr. |
1. Jahrhundert v. Chr. |
►

◄ | 150er v. Chr. | 140er v. Chr. | 130er v. Chr. | 120er v. Chr. |
110er v. Chr. |
►

◄◄ | ◄ | 138 v. Chr. | 137 v. Chr. | 136 v. Chr. | 135 v. Chr. |
134 v. Chr. |
133 v. Chr. |
132 v. Chr. |
► |
►►
Staatsoberhäupter

## Ereignisse

### Politik und Weltgeschehen

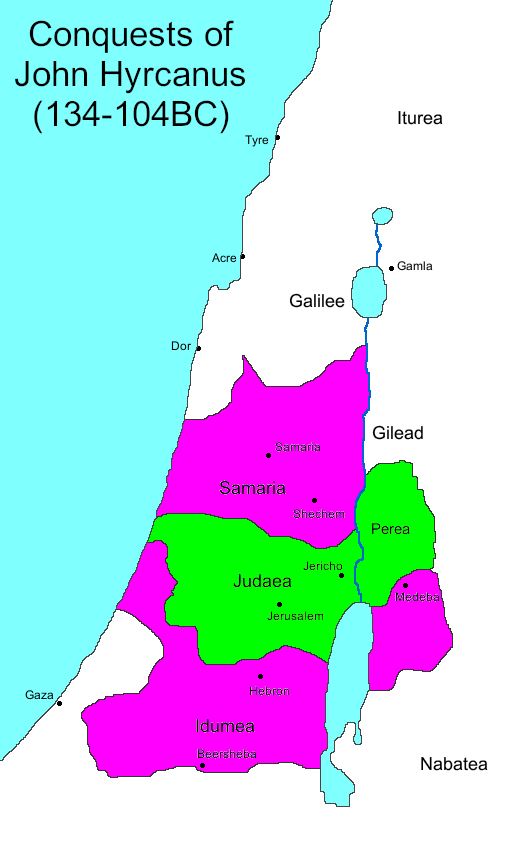
Judäa unter Johannes Hyrkanos I.
Situation 135 v. Chr.
erobertes Gebiet

- Johannes Hyrkanos I. wird als Nachfolger von Simon Herrscher der Hasmonäer.

### Religion
- Um 135 v. Chr. erhebt der chinesische Kaiser Wu von Han den Konfuzianismus zur Staatsreligion.

## Geboren
- Poseidonios, griechischer Philosoph († 51 v. Chr.)
- um 135 v. Chr.: Artabazos, König von Charakene († um 48 v. Chr.)
- um 135 v. Chr.: Gaius Iulius Caesar, römischer Politiker († 85 v. Chr.)
- um 135 v. Chr.: Lucius Iulius Caesar, römischer Politiker († 87 v. Chr.)
- um 135 v. Chr.: Gnaeus Papirius Carbo, römischer Politiker († 82 v. Chr.)
- um 135 v. Chr.: Quintus Caecilius Metellus Nepos, römischer Politiker († 55 v. Chr.)

## Gestorben
- Simon Thassi, ermordet nahe Jericho, Ethnarch und Hoherpriester von Judäa